# Alexander Huber (Fußballspieler, 1999)
Alexander Huber (* 14. November 1999) ist ein österreichischer Fußballspieler.

## Karriere
Huber begann seine Karriere beim SC Admira Dornbirn. Im Oktober 2016 debütierte er gegen den FC Bizau für die erste Mannschaft von Admira Dornbirn in der Vorarlbergliga. Sein erstes Tor erzielte er im Mai 2017 bei einem 3:2-Sieg gegen den SC Röthis. In der Saison 2016/17 absolvierte er insgesamt 18 Spiele, in denen er zwei Tore erzielte. In der Saison 2017/18 kam er zu 22 Einsätzen, in denen er zehn Tore erzielte.
Zur Saison 2018/19 wechselte er zum Regionalligisten FC Dornbirn 1913. Sein Debüt in der Regionalliga gab er im Juli 2018, als er am ersten Spieltag jener Saison gegen den USK Anif in der Startelf stand und in der 73. Minute durch Jonas Gamper ersetzt wurde. Sein erstes Tor in der Regionalliga erzielte er im Oktober 2018 bei einem 4:1-Sieg gegen den SV Wörgl. Bis Saisonende kam er in allen 30 Spielen zum Einsatz und erzielte dabei zwei Tore. Zu Saisonende stieg er mit Dornbirn als Meister der Westliga in die 2. Liga auf.
Sein Debüt in der zweithöchsten Spielklasse gab er im Juli 2019, als er am ersten Spieltag der Saison 2019/20 gegen den SC Austria Lustenau in der 84. Minute für Lukas Allgäuer eingewechselt wurde. Nach der Saison 2019/20 verließ er Dornbirn und kehrte zur viertklassigen Admira Dornbirn zurück.